# Любкин, Глория
Глория Беккер Любкин (англ. Gloria Becker Lubkin; 16 мая 1933 — 26 января 2020) — американский учёный и научный журналист, известная как редактор журнала Physics Today.

## Биография
В 1953 году она закончила бакалавриат по физике в Университете Темпл. Работала в авиационном подразделении компании Фэрчайлд Стратос и отделении боеприпасов Леттеркенни при Министерстве обороны США в 1955-56 годах. В 1957 году получила магистерскую степень в Университете Бостона под руководством Фэй Айзенберг-Селов, а затем работала над разработкой ядерного реактора в TRG Inc. В 1961-62 годах работала в колледже Сары Лоуренс. С 1963 по 1984 год редактор в журнале Physics Today, затем главный редактор издания до 2003 года.
В качестве редактора журнала Любкин проработала 40 лет. В это время в сферу её научных интересов входила ядерная физика и история физики. Она писала о последних исследованиях в СССР и Китае и посетила эти страны. В 1968 году она посетила лаборатории в Москве, в 1973 году — семь лабораторий в Европе. Часть её публикаций была связана с открытием элементов 102, 104, 105 и 106. В 1960-х годах она начала собирать устные истории об известных физиках. К пятидесятилетию журнала она подготовила специальные выпуски, посвященные Сахарову и Фейману. В 1970 году она основала в Американском физическом обществе комитет о статусе женщины в физике. В 1974 году она получила феллоушип Ньюмана как научный журналист.
Любкин была экспертом в научной политике и проводила круглые столы о финансировании в науке и отношениях между учеными и промышленностью. Во время работы в Physics Today Любкин участвовала в многочисленных комитетах и комиссиях, таких как комитет по приёму на феллоушип Ньюмана в Гарвардском Университете (1978—1982 годы). В Американском физическом сообществе она была членом комиссии Форума физики и общества. Также она была сооснователем института теоретической физики в Университете Миннесоты, в котором была создана позиция профессора, носящая её имя.
Любкин была фелло Американского физического общества, Американской ассоциации содействия развитию науки, Нью-Йоркской академии наук и Национальной ассоциации научных писателей.
Муж Глории, доктор Йель Джей Любкин, работал в отделении боеприпасов Леттеркенни как второй лейтенант в 1954-56 годах. Позже он был повышен до полковника в военной разведке в запасе. Во время своей работы Любкин была дважды уволена, включая один раз во время работы в Physics Today, в связи с беременностями. В Physics Today её приняли обратно на работу через 6 недель после родов. В 1968 году она осталась одним родителем в семье. У неё двое детей, Шэрон и Дэвид, и трое внуков.